# Mindon Min
Mindon Min (8 de julio de 1808 - 1 de octubre de 1878) fue el penúltimo rey de Birmania (Myanmar), desde 1853 hasta 1878. Fue uno de los más populares y venerados monarcas de este país.
En 1852, bajo el reinado de su medio hermano Pagan Min, se desarrolló la segunda guerra anglo-birmana, que terminó con la anexión al Imperio Británico de la Baja Birmania. En 1853, fue proclamado rey, después de una revuelta palaciega iniciada por Mindon y su hermano Kanaung en la que derrocaron a su medio hermano, el rey Pagan.
Pasó la mayor parte de su reinado tratando de defender la parte norte de su país del acoso británico y trató de modernizar la economía del reino.